# Tanyptera digitata
Tanyptera digitata är en tvåvingeart som beskrevs av Yang 1988. Tanyptera digitata ingår i släktet Tanyptera och familjen storharkrankar. Inga underarter finns listade i Catalogue of Life.